# Platina (kniha)
Platina (Mezera, 2010) je román českého spisovatele žijícího v Kanadě, Zdeňka Hanky. Vyjadřuje myšlenku nevratnosti jediného zásadního okamžiku. Příběh vychází z obyčejné životní situace, prolínají se v něm osudy dvou lidí, kteří se neznají. Jedna z dějových linií vychází z lékařského prostředí, zároveň se však částečně odehrává mimo rozměr reálného světa.

## Hlavní postavy
Hlavními postavami románu jsou Robert Helbig – šedesátiletý inženýr, odborník v oboru geologie, a Marie Brázdilová – autorka projektu výstavy o době kamenné, mladá matka dvou dětí. Dalšími postavami jsou lékař Jiří Vlach – přítel Roberta Helbiga, a Václav Brázdil – manžel Marie.

## Děj
V románu se prolínají dvě hlavní dějové linie. Každá probíhá v jiném časovém úseku i v jiném prostoru.
Majka Brázdilová, úspěšná mladá žena, se vrací v noci ze srazu se spolužáky ze střední školy. Je šťastná a plná dojmů ze setkání. Před sebou má zahájení výstavy o době kamenné v archeologickém ústavu, kde pracuje. Cesta ubíhá poklidně, avšak v jediné vteřině je přetnuta autonehodou. Majka uvízne v místě, které je nepřehledné, a proto o autonehodě nikdo neví. Je tak ponechána osudu a prožívá několikahodinové čekání na vysvobození. Je ve voze uvězněna tak, že nemůže přivolat pomoc. Její manžel Václav má proto ztíženou situaci při jejím hledání.
Druhá linie začíná cestou inženýra Helbiga na geologickou konferenci. Helbig, světově uznávaný odborník v oblasti hydrogeologie, oslavil šedesáté narozeniny a neochotně se smiřuje se svým věkem. Má navíc problémy se sluchovými halucinacemi, které se stydí přiznat sobě i svým blízkým. Stále se stupňující potíže jej nakonec donutí vyhledat lékařskou pomoc a na doporučení doktora Vlacha podstoupit operaci, při níž je mu do mozku implantována platinová objímka. Po této operaci sluchové halucinace zmizí, Helbig však získá schopnost vnímat vizuální výjevy, které jsou ostatním lidem skryty. Tyto vidiny jej dovedou až do těsné blízkosti místa nehody.

## Kompozice
Román je psán er-formou. Jednotlivé kapitoly střídavě představují vždy jednu dějovou úroveň románu.

## Jazykové prostředky
Text je psán spisovnou češtinou v kombinaci s hovorovými prvky. Vypravovací styl je dynamický.